# Phrynium fissifolium
Phrynium fissifolium là một loài thực vật có hoa trong họ Marantaceae. Loài này được Ridl. miêu tả khoa học đầu tiên năm 1906.